# サン・セヴェーロ
サン・セヴェーロ（イタリア語: San Severo）は、イタリア共和国プッリャ州フォッジャ県にある、人口約52,000人の基礎自治体（コムーネ）。

## 地理

### 位置・広がり

#### 隣接コムーネ
隣接するコムーネは以下の通り。
- アプリチェーナ
- フォッジャ
- ルチェーラ
- リニャーノ・ガルガーニコ
- サン・マルコ・イン・ラーミス
- サン・パオロ・ディ・チヴィターテ
- トッレマッジョーレ

## 姉妹都市
- ブール＝カン＝ブレス、フランス